# Gechingen
Gechingen là một thị xã trong huyện Calw bang Baden-Württemberg thuộc nước Đức. Đô thị Gechingen có diện tích 14,68 km², dân số thời điểm 31 tháng 12 năm 2020 là 3660 người.